# Liste der Kulturdenkmäler in Hamburg-Billbrook
Die Liste der Kulturdenkmäler in Hamburg-Billbrook enthält die in der Denkmalliste ausgewiesenen Denkmäler auf dem Gebiet des Stadtteils Billbrook der Freien und Hansestadt Hamburg.
Basis ist der Datensatz Denkmalliste Hamburg auf dem Transparenzportal Hamburg. Dieser enthält alle Objekte, die rechtskräftig nach dem Hamburger Denkmalschutzgesetz vom 5. April 2013 unter Denkmalschutz stehen (§ 6 Abs. 1 DSchG HA) oder zumindest zeitweise standen. Die Denkmalliste steht auch als PDF-Dokument zur Verfügung. Alle Denkmäler in Billbrook, die schon nach dem Denkmalschutzgesetz vom 3. Dezember 1973, zuletzt geändert am 27. November 2007, unter Denkmalschutz standen, sind auch auf der Liste der Kulturdenkmäler im Hamburger Bezirk Hamburg-Mitte zu finden.

## Legende
- ID: Gibt die vom Denkmalschutzamt Hamburg vergebene Objekt-ID (Identifikationsnummer) des Kulturdenkmals an, (in Klammern gegebenenfalls die Denkmalnummer nach altem Denkmalschutzgesetz).
- Adresse: Nennt den Straßennamen und, wenn vorhanden, die Hausnummer des Kulturdenkmals. Die Grundsortierung der Liste erfolgt nach dieser Adresse.
- Art: Zeigt an, ob es ein Objekt („O“) oder ein Ensemble („E“) ist.
- Datierung: Gibt die Datierung an; das Jahr der Fertigstellung bzw. den Zeitraum der Errichtung.
- Ensemble: Gibt die Nummer des Ensembles an, zu der das Objekt gehört, bzw. bei Ensembles die Nummer des Ensembles selbst.

Hinweis: Die Grundsortierung der Liste erfolgt nach der Adresse und ist alternativ nach ID, Art (Objekt oder Ensemble), Typ, Datierung, Entwurf oder Kurzbeschreibung sortierbar.

| ID    | Adresse                                                  | Art | Typ                                                               | Kurzbeschreibung | Datierung           | Entwurf       | Ensemble | Bild           |
| ----- | -------------------------------------------------------- | --- | ----------------------------------------------------------------- | --- | ------------------- | ------------- | -------- | -------------- |
| 29347 | Andreas-Meyer-Straße 9 (Lage)                            | O   | Schiffsladebrücke; Kran                                           | Schiffsladebrücke mit Kran am Moorfleeter Kanal | nicht ermittelt     |               |          |                |
| 29346 | Ausschläger Allee nördlich der Tiefstacker Brücke (Lage) | O   | Bahnbrücken (S-Bahn)                                              | Brücken über den Tiefstack-Kanal, zwei S-Bahnbrücken mit Auflager | 1925, um            |               |          |                |
| 14405 | Billbrookdeich 122 (Lage)                                | O   | Fabrikanlage (Ölfabrik); Wasserturm                               | | 1910, um            | Kraus, Gustav |          |                |
| 30192 | Billbrookdeich 167, 171 (Lage)                           | E   |                                                                   | Billbrookdeich 167/171 |                     |               | 30192    | weitere Bilder |
| 14406 | Billbrookdeich 167 (Lage)                                | O   | Fabrikanlage                                                      | Georg Dittmann & Co. Hamburger Metall-Walzwerk, ehem. | 1913                | Kraus, Gustav | 30192    |                |
| 14407 | Billbrookdeich 171 (Lage)                                | O   | Lagergebäude (mit Kutscherwohnung)                                | | 1912                | Kraus, Gustav | 30192    |                |
| 14413 | Billbrookkanal (Lage)                                    | O   | Bahnbrücke                                                        | Industriebahnbrücke über den Billbrookkanal | 20. Jh., 1. Viertel |               |          |                |
| 29345 | Halskestraße nördlich der Halskebrücke (Lage)            | O   | Bahnbrücken (S-Bahn)                                              | Brücken über den Tidekanal, zwei S-Bahnbrücken mit Auflager | 1925, um            |               |          |                |
| 14404 | Moorfleeter Straße 19 (Lage)                             | O   | Verwaltungsgebäude                                                | Zinkhütte Hamburg (Verwaltungsgebäude) | 1922                | von Halle     |          |                |
| 43515 | Moorfleeter Straße 23                                    | O   | Fabrikgebäude                                                     | | 1925, um            |               |          |                |
| 14417 | Moorfleeter Straße 23 (Lage)                             | O   | Büro- und Wohngebäude; Schuppen; Fabrikationsgebäude/Lagergebäude | | 1925, um            |               |          | weitere Bilder |
| 29348 | Werner-Siemens-Straße bei Nr. 66 (Lage)                  | O   | Schiffsladebrücke; Kran                                           | Werner-Siemens-Straße o.Nr. (bei Nr. 66), bewegliche Schiffsladebrücke mit Kran am Tidekanal (Von der Schiffsladebrücke waren 2015 nur noch Reste vorhanden, der Kran ist nicht mehr auffindbar.) | 1950, um            |               |          |                |
| 14414 | Wöhlerstraße 28 (Lage)                                   | O   | Feuerwache                                                        | | 1955, um            |               |          |                |